# オーラバトラー戦記
『オーラバトラー戦記』（オーラバトラーせんき）は、1986年から1992年にかけて雑誌『野性時代』（角川書店）に発表された富野由悠季のファンタジー小説。単行本はカドカワノベルズ、角川スニーカー文庫から全11巻が刊行された。以下、カドカワノベルズ版に基づいて記述する。

## 概要
簡潔に述べると、テレビアニメ『聖戦士ダンバイン』を大幅にアレンジしたノベライズ作品である。大きく分けて1〜4巻の前史、6〜7巻の地上編、8巻以降の最終章で構成され、前史は『ダンバイン』と特に異なる部分である。
初期の巻では前作となる『リーンの翼』を受け継ぎ、ハードな性描写や残酷な描写が存在するが、それらは次第に薄れていく。長編であるため、時間経過に関してなど、設定に差異が生じている箇所がある。
また、カドカワノベルズ版とスニーカー文庫版では、加筆修正されており、地上編ではノートパソコンや携帯電話といった時代を反映した物品が登場する。

### 登場人物について
『ダンバイン』と同じ名前の人物が数多く存在するが、設定は細部で異なる。『ダンバイン』に登場しない人物・名称も数多くあるが、その多くは近い設定で別の人物として登場しており、主人公もショウ・ザマではなく城毅（じょう たけし）となる。ナの国については言及はされるが、関係する人物、機械などは登場しない。登場人物の数が多いのも特徴である。

#### 『聖戦士ダンバイン』にも登場する人物
マーベル・フローズン、ショット・ウェポン、ドレイク・ルフト、リムル・ルフト、ルーザ・ルフト、バーン・バニングス、ガラリア・ニャムヒー、チャム・ファウ、トロゥ、ニー・ギブン、キーン・キッス、ジャコバ・アオン

### 地上界とバイストン・ウェルの時間差
地上界とバイストン・ウェルの時間は均一ではなく揺らぎがあるものとなっている。物語の序盤でショットは「バイストン・ウェルに3年前に落ちているが、ジョクの証言から地上では10年経っていることがわかった」と述べている。しかし、物語中盤でジョクが地上に戻った時に、バイストン・ウェルで3年以上経っている間に地上では1年と少ししか経っていない、という逆の描写もある。

## ストーリー
渡米中の城毅（ジョク）は、大学の後輩でガールフレンドの田村美井奈（ミイナ）とバイクで二人乗りをしていて事故に遭い、バイストン・ウェルに地上人（ちじょうびと）として召喚されてしまう。召喚後はドレイクに従い、戦友であるバーン、ガラリアと共にガロウ・ラン殲滅に励む。
4巻から3年後である5巻以降は『ダンバイン』と同じく、ドレイクの行動に疑問を持って離反・敵対する。5巻の最後でかつての戦友バーンやガラリアとの戦闘中にオーラロードを通り、6巻で地上界に出る。
8巻以降は『ダンバイン』とは異なり、地上界ではなくバイストン・ウェル内で物語が進む。

## 主な登場人物
城 毅（じょう たけし）
通称ジョク。本作の主人公。地上人。大学2年の夏休みを利用して、飛行機のライセンスを取得するため渡米していたが、現地で美井奈と共にバイク事故に遭い、バイストン・ウェルに落ちる。情に厚い性格。出渕裕による挿絵ではショウ・ザマに類似した容姿だが、それ以外の絵師による挿絵では長髪の細面と大幅に容姿が変更されている。
田村 美井奈（たむら みいな）
通称ミイナ、あるいはミィ。地上人。性的本能のままに行動するタイプ。米国旅行にかこつけて留学中のジョクを追いかけ、肉体関係を持つ。バイク事故に遭い、バイストン・ウェルに落ちた際にジョクと生き別れになった上、記憶を喪失する。ニーの領地にいたが、ガロウ・ランに誘拐され仲間となる。殺害されるまで記憶喪失であったが、本質は変わらず、ギィ・グッガ(後述)相手に性交渉を求めたりしていた。最後に記憶が戻り、現実と夢の区別がつかないまま、ギィ・グッガと戦っていたジョクを救うため加勢するが、返り討ちに遭って死亡する。
ショット・ウェポン
アメリカ出身の地上人。3年前にバイストン・ウェルに落ち、オーラマシンを開発していた。飄々とした性格。アニメとは異なり老人であり、また最後までドレイクの配下だった。両親がボストンに住んでいる。兄弟がいる。
マーベル・フローズン
アメリカ出身の地上人。2巻よりトレンと共に召喚される。聡明ではあるが原作ほどの芯の強さはなく、召喚直後は引きこもっていた。後に立ち直りニーと結婚する。
トレン・アスベア
フランス出身の地上人。一度ガロウ・ランに誘拐されたが、脱出後はショットと共にオーラマシンの開発に励む。オーラバッテリーなどを発案した。
ドレイク・ルフト
アの国の王。先妻アリシアの死後はルーザと再婚する。
アリサ・ルフト
ドレイクと先妻アリシアの子。ガロウ・ランに誘拐された際に母を失う。救出以後ジョクとは内縁関係になる。物語終盤近くでは父ドレイクを殺害しようとするが失敗、その後バーンの嘆願により命は助けられたが、左遷された。
アリシア・ルフト
ドレイクの先妻。ガロウ・ランに殺害された。
ルーザ・ウル（後にルフト）
ウルの国の女王。王の死後、ガロウ・ランから国を守るためドレイクと政略結婚する。
リムル・ウル（後にルフト）
ルーザの娘。『ダンバイン』とは異なりルーザの連れ子である。物語終盤では『ダンバイン』と同じく、母ルーザによって斧で顔面を打たれて死亡した。アニメ版より年齢は低い。あっけらかんとしたマイペースな性格をしており、ジョクも振り回されていた。出渕裕の挿絵では黒髪をボブカットにした美少女である。
バーン・バニングス
4巻までは共にジョクと戦った。彼よりも力を持つコモン人が数多く存在したため、『ダンバイン』とは異なりジョクとは戦わず、浄化時に老化する。思慮深く賢明な性格だが、少々天然気味。地上界から帰還した際に地上の機械を持って帰る。出渕裕の挿絵では鋭い目つきをした黒髪痩身の男という『ダンバイン』のバーンとは異なる容姿であるが、絵師変更後は髪型・容姿ともに『ダンバイン』に忠実な容姿となる。
ガラリア・ニャムヒー
ドレイク軍の女騎士。『ダンバイン』とは異なりジョクに強い好意を持っているが、王女であるアリサの存在のため抑えていた。地上界から帰還する前に致命傷を受け、7巻で死亡するが、8巻にて7巻でのオーラロードによって体を分解・拡散させられて死ぬシーンの詳細が語られる。アリス・ランド（地上界の遊園地）で入手したライトを、バーンが受け継いだことになっている。
ステラ
バーンの情婦。店を持たせてもらっている。人の良さとしたかかさを併せ持つ女性。物語終盤近くではバーンを追う。
チャム・ファウ
ミ・フェラリオ。5巻でクスタンガの丘に来たミィゼナーに巻き込まれて以来、行動を共にする。
トロゥ
ステラの店の常連客のミ・フェラリオ。その名はステラがバーンを追った時に暗号として使われた。
ニー・ギブン
アの国の騎士であり地方領主。後にジョクの家臣となる。善人ではあるもののジョクとの相性は今一つだった。
キーン・キッス
『ダンバイン』とは異なり、ニーの数多くいる家臣の一人という立場である。非常に視力が良い。
メトー・ライラン
キーンと仲のよい女性クルー。
ギィ・グッガ
ガロウ・ランの長。ガロウ・ランには珍しく美しい顔立ちと高い知性を有しているが、性格は残虐そのものである。
ヘレナァ
カットグラを操縦したガロウ・ラン。コモン人とのハーフで知性的ではあるがガロウ・ランにしてはという程度。
カンドワ・ナザム
長老格のガロウ・ラン。機械部隊を任されるが敗色濃厚になるとギィ・グッカの軍から離脱する。
ミュラン・マズ
長老格のガロウ・ラン。鳥型強獣ハバリーの部隊を任される。同じく敗色濃厚になるとヘレナァを連れてギィ・グッカの軍から離脱する。
中臣 杏耶子（なかおみ あやこ）
地上界の女性。霊感のようなものが強く、一時的に地上界に帰還した直後のジョクの存在を感知し、興味本位で接触する。以後、ジョクがバイストン・ウェルへ戻るまでの間に支援をする。
ジャコバ・アオン
フェラリオの長。
サラーン・マッキ
ドレイク・ルフトの下で不本意な虜になっていたエ・フェラリオ（1巻でバーンはチ・フェラリオと呼称）。水牢に押し込められていた。ジョク達をバイストン・ウェルに召喚した。性的に奔放で、トレン、バーンと性交渉を持ったこともある。
ザナド・ボジョン
ガラリアを追い越して、新型オーラバトラー・ガベットゲンガーを任された俊英。ガラリア亡き後、バーンを継ぐ者と言われた誉れ高い騎士。最終巻まで登場し、ジョクの前に立ちはだかる。
トモヨ・アッシュ

アイリンツー

フォイゾン・ゴウ
ラウの国の王。
ピネガン・ハンム
ミの国の王。
パットフット・ハンム
ピネガンの妻、フォイゾンの一人娘。
エレ・ハンム
ピネガンの一人娘。
ミハン・カーム
ジョクの最初の5人の部下の1人。「アリサ救出作戦」の際、遠征先のツタラムの街にてジョクの部下となる。
ソトロウ

キムッチ・マハ
ジョクが初めてラース・ワウに入った際に、ジョクの馬の手綱を取った騎兵。もともとバーンの部下であったが、バーンの指示もありジョクの下に就くことになる。
キチニ・ハッチーン、マッタ・ブーン
共にジョクの部下で、ジョクは彼らを親友だと思っていた。ジョクの元で機械に対するセンスを磨きドメーロのパイロットと機関士になる。リムル・ルフトをアの国から亡命させ、それを契機に反ドレイク側となる。ドウミーロックで初陣した際に2人ともバーンに討たれてしまう。

## オーラマシン
物語初期はオーラボム・ドーメしか存在していなかったが、それでも当時としては圧倒的戦力を持っていた。2巻よりオーラファイター（4巻よりオーラバトラーと呼称）・カットグラIが完成。5巻以降はドレイク、ショット、バーンが技術を流出させたため数多くのオーラマシンが登場する。詳しくはオーラマシンを参照。

## 掲載巻
| 巻   | 掲載号               | 題                        | カバー絵・口絵・本文イラスト | スニーカー文庫挿画 |
| ---- | -------------------- | ------------------------- | ---------------------------- | ------------------ |
| 1巻  | 1986年10月号         | アの国の恋                | 出渕裕                       | 結城信輝           |
| 2巻  | 1987年6月号          | 戦士・美井奈（みいな）    | 出渕裕                       | 中北晃二           |
| 3巻  | 1988年5月号〜6月号   | ガロウ・ラン・サイン      | 出渕裕                       | 佐野浩敏           |
| 4巻  | 1988年11月号         | ギィ撃攘（げきじょう）    | 加藤洋之&後藤啓介            | NOCCHI             |
| 5巻  | 1989年7月号          | 離反                      | 加藤洋之&後藤啓介            | 緒方剛志           |
| 6巻  | 1989年11月号         | 軟着陸                    | 加藤洋之&後藤啓介            | 北爪宏幸           |
| 7巻  | 1990年10月号～11月号 | 東京上空                  | 加藤洋之&後藤啓介            | THORES柴本         |
| 8巻  | 1991年7月号          | マシン増殖                | 加藤洋之&後藤啓介            | 鶴田謙二           |
| 9巻  | 1991年11月号         | オーラ壊乱                | 加藤洋之&後藤啓介            | 田中久仁彦         |
| 10巻 | 1992年6月号          | 重層の刻（とき）          | 加藤洋之&後藤啓介            | 松本嵩春           |
| 11巻 | 1992年9月号          | 完結編 ハイパー・ホリゾン | 加藤洋之&後藤啓介            | 出渕裕             |